# 666 (gruppo musicale)
I 666 sono un gruppo hard trance e hard house tedesco attivo dal 1997. È composto dai Disc jockey tedeschi Thomas Detert e Mike Griesheimer. Il loro stile è contraddistinto da un'estetica demoniaca, ripresa in molti loro brani e titoli, oltre che dal nome della band stessa; dal punto di vista musicale sono caratterizzati da timbri elettronici duri, mixati a suoni eurodance accompagnati spesso da testi in inglese e spagnolo.

## Discografia

### In studio
- 1998 - Paradoxx
- 1999 - Nitemare
- 2000 - Who is afraid of...?

### Raccolte
- 2001 - Hellraiser
- 2007 - The Ways are Mystic!
- 2012 - Darkness
- 2013 - More darkness
- 2013 - Immortal (Hits Remixed)

### Singoli
| 1997                                         | "Alarma!"                          | 24 | —  | 6  | 56 | 16 | 45 | 5  | 31 | 58 |            | Paradoxx                 |
| 1998                                         | "Diablo"                           | 24 | —  | 6  | 37 | —  | —  | 10 | 38 | —  |            | Paradoxx                 |
| 1998                                         | "Amokk"                            | 20 | 25 | 8  | 46 | —  | —  | 4  | 16 | —  |            | Paradoxx                 |
| 1998                                         | "Paradoxx"                         | 32 | 22 | 29 | 94 | —  | —  | —  | 26 | —  | - SWE: Oro | Paradoxx                 |
| 1999                                         | "I'm Your Nitemare"                | —  | —  | —  | —  | —  | —  | —  | 36 | —  |            | Paradoxx                 |
| 1999                                         | "Get Up 2 Da Track"                | —  | 58 | —  | —  | —  | —  | —  | —  | —  |            | Paradoxx                 |
| 1999                                         | "Bomba!"                           | —  | —  | 19 | —  | —  | —  | —  | 30 | —  |            | Nitemare                 |
| 1999                                         | "The Demon"                        | —  | —  | —  | —  | —  | —  | —  | —  | —  |            | Nitemare                 |
| 2000                                         | "D.E.V.I.L."                       | —  | —  | 35 | —  | —  | —  | —  | 19 | 18 |            | Who's Afraid Of...?      |
| 2000                                         | "Dance 2 Disco"                    | —  | —  | 58 | —  | —  | —  | —  | —  | —  |            | Who's Afraid Of...?      |
| 2000                                         | "The Millennium Megamix"           | —  | —  | —  | —  | —  | —  | —  | —  | —  |            | Who's Afraid Of...?      |
| 2001                                         | "Supa-Dupa-Fly"                    | 51 | —  | 36 | 76 | —  | —  | —  | 48 | —  |            | Hellraiser (The Best of) |
| 2002                                         | "Rhythm Takes Control"             | —  | —  | 65 | —  | —  | —  | —  | 48 | —  |            | Insanity                 |
| 2003                                         | "Insanity"                         | —  | —  | —  | —  | —  | —  | —  | —  | —  |            | Insanity                 |
| 2004                                         | "Dance Now!"                       | —  | —  | —  | —  | —  | —  | —  | —  | —  |            | Insanity                 |
| 2005                                         | "Policia"                          | —  | —  | —  | —  | —  | —  | —  | —  | —  |            | Single only              |
| 2010                                         | "Whoomp!"                          | —  | —  | —  | —  | —  | —  | —  | —  | —  |            | Single only              |
| 2011                                         | "Sexy Loca"                        | —  | —  | —  | —  | —  | —  | —  | —  | —  |            | Single only              |
| 2011                                         | "Rubia!"                           | —  | —  | —  | —  | —  | —  | —  | —  | —  |            | Single only              |
| 2012                                         | "Abracadabra"                      | —  | —  | —  | —  | —  | —  | —  | —  | —  |            | Single only              |
| 2012                                         | "Back On Demand"                   | —  | —  | —  | —  | —  | —  | —  | —  | —  |            | Single only              |
| 2012                                         | "Superstar DJ"                     | —  | —  | —  | —  | —  | —  | —  | —  | —  |            | Single only              |
| 2013                                         | "Super Fly Chicks (Rock Da Place)" | —  | —  | —  | —  | —  | —  | —  | —  | —  |            | Single only              |
| "—" segnala che il brano non è in classifica |                                    |    |    |    |    |    |    |    |    |    |            |                          |